# Oliver Alfonsi
Dante Oliver Alfonsi, född 3 juni 2003, är en svensk-italiensk fotbollsspelare som spelar för Varbergs BoIS i Superettan. Han är son till fotbollstränaren Joakim Persson och äldre bror till fotbollsspelaren Diego Alfonsi.

## Klubblagskarriär
Oliver Alfonsi representerade Hittarps IK och Helsingborgs IF innan han anslöt till Varbergs BoIS sommaren 2019. Inför säsongen 2021 skrev Alfonsi på ett lärlingskontrakt med Varbergs BoIS, som hans pappa Joakim Persson var tränare för.
Den 4 juli 2021 fick Alfonsi debutera i allsvenskan, då han stod för ett inhopp i Varbergs 1-1-match mot Kalmar FF. Debuten följdes av flera inhopp och drygt tre veckor senare, den 26 juli, fick Alfonsi göra sin första allsvenska match från start. Han tackade då för förtroendet genom att göra sitt första allsvenska mål redan efter fem minuters spel, när IFK Göteborg besegrades med 2-0. I november 2021 förlängde Alfonsi sitt kontrakt i Varbergs BoIS framöver säsongen 2026.

## Landslagskarriär
Efter att ha gjort sina sju första allsvenska matcher under sommaren 2021 fick Oliver Alfonsi sin första landslagskallelse, då han i september 2021 blev uttagen till P18-landslagets landskamper.

## Personligt
Oliver Alfonsis pappa Joakim Persson är en före detta fotbollsspelare som representerade Sveriges A-landslag och bland annat spelade i Serie A och Bundesliga. Han är numera fotbollstränare och tränade tidigare Alfonsi i Varbergs BoIS. Hans yngre bror Diego Alfonsi, är också en fotbollsspelare som spelar för Varbergs BoIS, på lån i Tvååkers IF.

## Statistik
| Klubb              | Säsong             | Liga               | Liga    | Liga | Nationell cup | Nationell cup | Övrigt  | Övrigt | Totalt  | Totalt |
| Klubb              | Säsong             | Division           | Matcher | Mål  | Matcher       | Mål           | Matcher | Mål    | Matcher | Mål    |
| ------------------ | ------------------ | ------------------ | ------- | ---- | ------------- | ------------- | ------- | ------ | ------- | ------ |
| Varbergs BoIS      | 2021               | Allsvenskan        | 15      | 1    | 0             | 0             | —       | —      | 15      | 1      |
| Varbergs BoIS      | 2022               | Allsvenskan        | 24      | 2    | 4             | 0             | 2       | 0      | 30      | 2      |
| Varbergs BoIS      | Totalt             | Totalt             | 39      | 3    | 4             | 0             | 2       | 0      | 45      | 3      |
| Totalt i karriären | Totalt i karriären | Totalt i karriären | 39      | 3    | 4             | 0             | 2       | 0      | 45      | 3      |

1. ↑  Nedflyttningskvalmatcher mot Östers IF.[7][8]